# Selección de rugby league de Francia
La Selección de rugby league de Francia, apodada les Coqs o les Bleus, es un equipo que representa a Francia en las grandes competiciones internacionales de rugby league. 
Esta administrada por la Federación Francesa de Rugby a 13 (Fédération Française de Rugby à XIII). 

## Historia
En 1934, muchos jugadores de rugby union deciden jugar al rugby league, forman un seleccionado denominado "Les Pionniers" en la iniciativa de Jean Galia, esta selección realiza una gira a Inglaterra que marcó el comienzo de la selección nacional. 
El rugby a 13 se vuelve importante en Francia ya que muchos jugadores de rugby union cambian de formato, pero el impulso se vio frenado por la Segunda Guerra Mundial y los órganos del régimen de Vichy quienes decidieron prohibir la práctica del rugby a 13, al contrario que en el rugby union. Después de la guerra, el rugby a 13 renace pero sin derecho a ninguna clase de compensación por el rugby union del que han sido desposeídos, y se los obligó a llamar a su deporte "juego a 13".
La selección de Francia es una de las mejores selecciones en los años 1950 y 1960, teniendo en sus filas a muchos jugadores de talento como Puig-Aubert, Max Rousié, Raymond Contrastin o Jean Dop. 
La selección ha llegado a la final de la Copa del Mundo en dos ocasiones (1954 y 1968), perdiendo en ambas ocasiones.

## Palmarés
Copa del Mundo de Rugby League
- Subcampeón (2): 1954, 1968

Campeonato Europeo de Rugby League
- Campeón (8): 1938–39, 1948–49, 1950–51, 1951–52, 1977, 1981, 2005, 2018